# Fre
|  | Per a altres significats, vegeu «Fre (desambiguació)». |

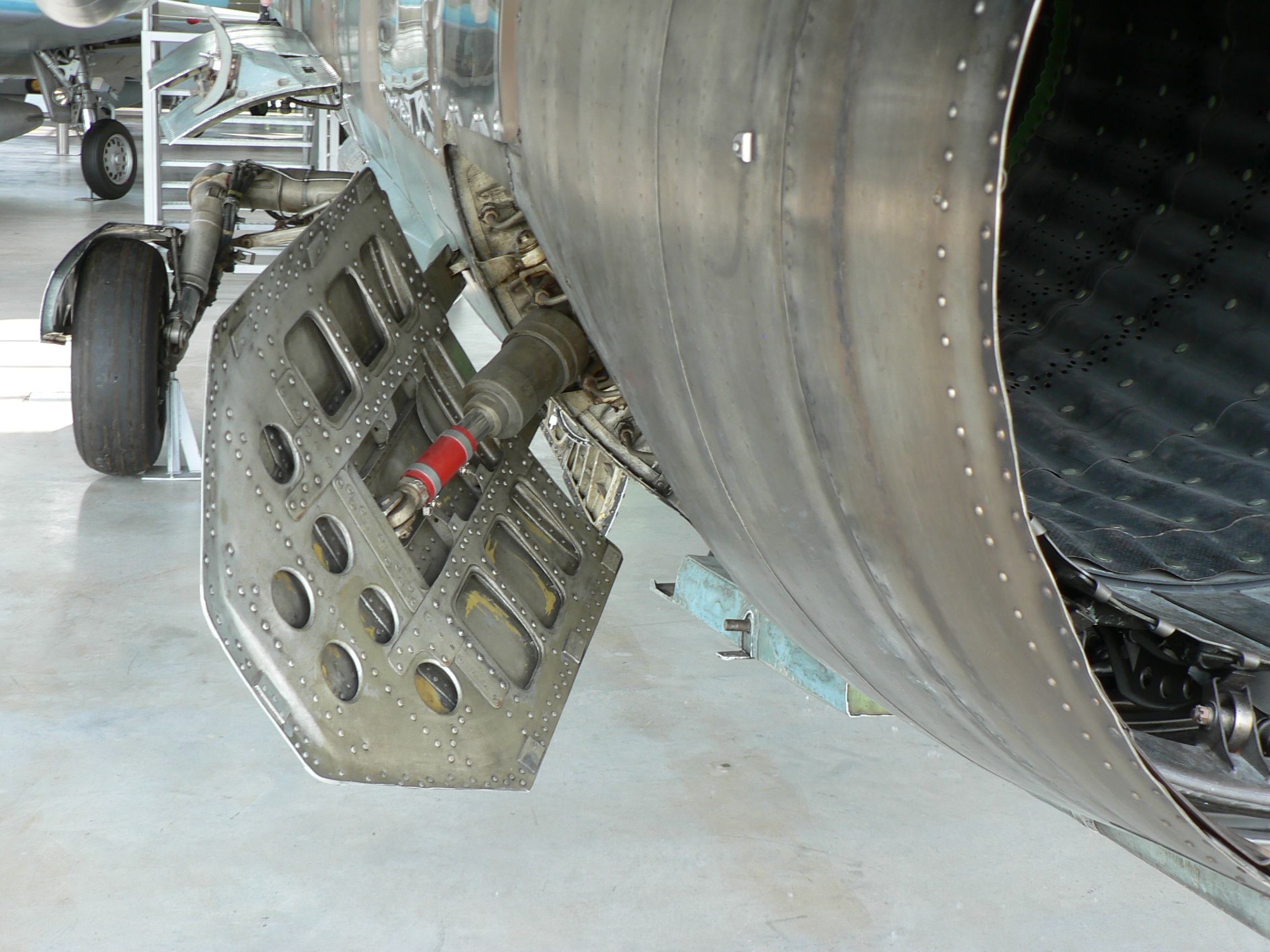
Fre aerodinàmic d'un MiG-23

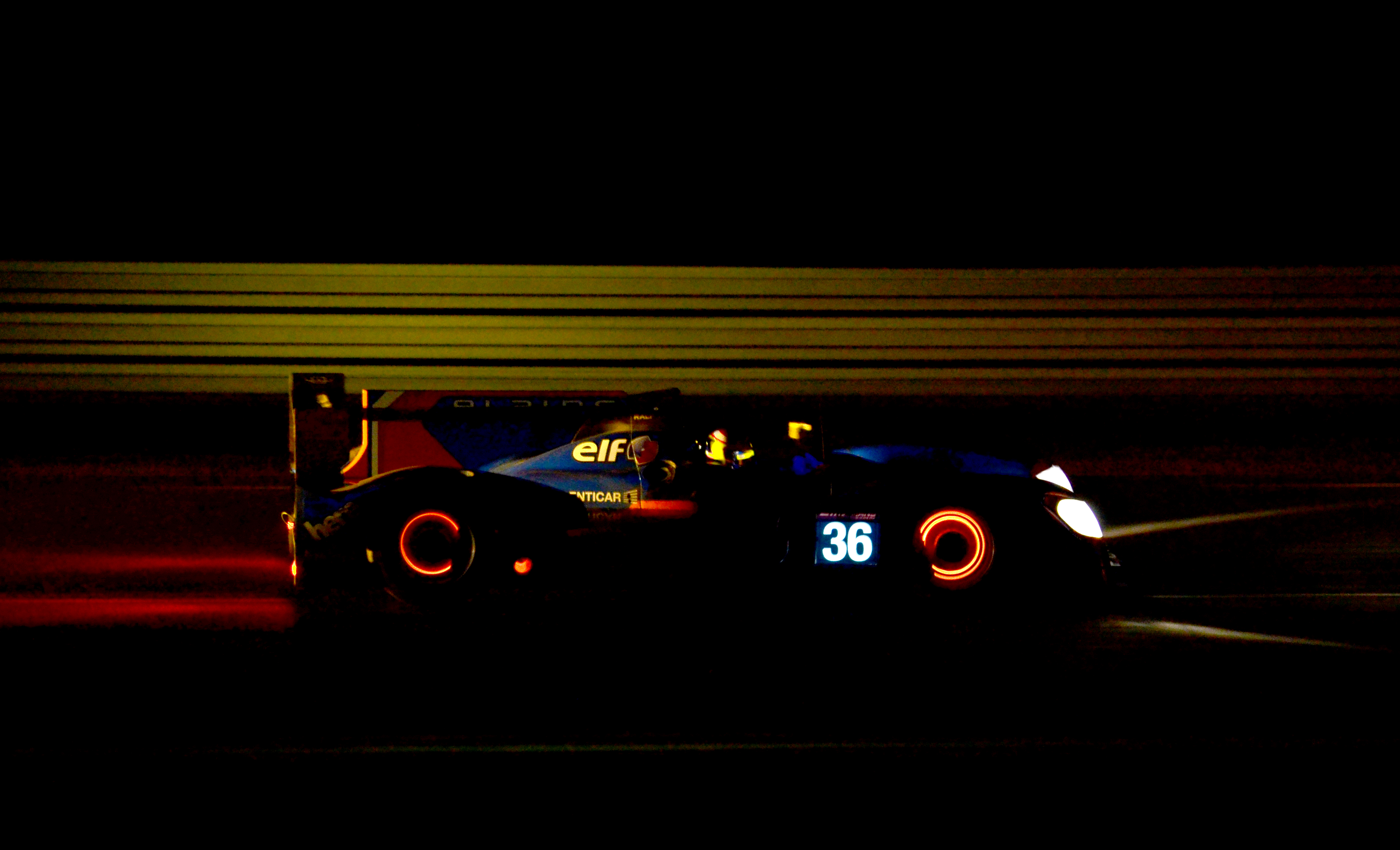
Discos de frens roents a les 24 hores de Le Mans

Un fre, en sentit tecnològic, és un dispositiu capaç d'absorbir l'energia cinètica d'un sistema mecànic en moviment per tal de produir una disminució de la velocitat, provocar l'aturada completa o impedir l'acceleració. Simplificant, un fre és tot allò que dificulta o impedeix el moviment. D'acord amb el principi de la conservació de l'energia de la Física, tota l'energia absorbida pel fre es dissipa en forma de calor.

## Història
Els primers frens es van muntar sobre els carros de tracció animal, a causa que quan calia baixar per un pendent llarg, l'animal es cansava tant com de pujada. Davant del risc de perdre el control del carro i l'animal, es va muntar un sistema que actuava damunt les rodes per fregament i les impedia girar lliurement.
Amb l'arribada de vehicles més ràpids els materials a fricció van canviar, però el sistema continuava sent bàsicament el mateix, basat en pressionar una sabata sobre la llanda de la roda per dificultar-ne i impedir-ne el moviment. Amb l'arribada de l'automòbil i dels avions, es van desenvolupar frens efectius davant les velocitats de què eren capaços d'arribar aquests vehicles.

## Classificació dels frens
Per la forma d'actuar i el mitjà en què actuen, es podria classificar els frens en quatre grans tipus:
- Frens mecànics: Aquells on hi ha contacte físic entre dues superfícies
- Frens elèctrics: Amb intervenció de fenòmens de tipus electromagnètic
- Frens hidràulics: On un líquid és l'element retardant
- Aerofrens: Com el seu nom indica, l'aire fa d'element retardant

### Frens Mecànics

#### Fre de sabata

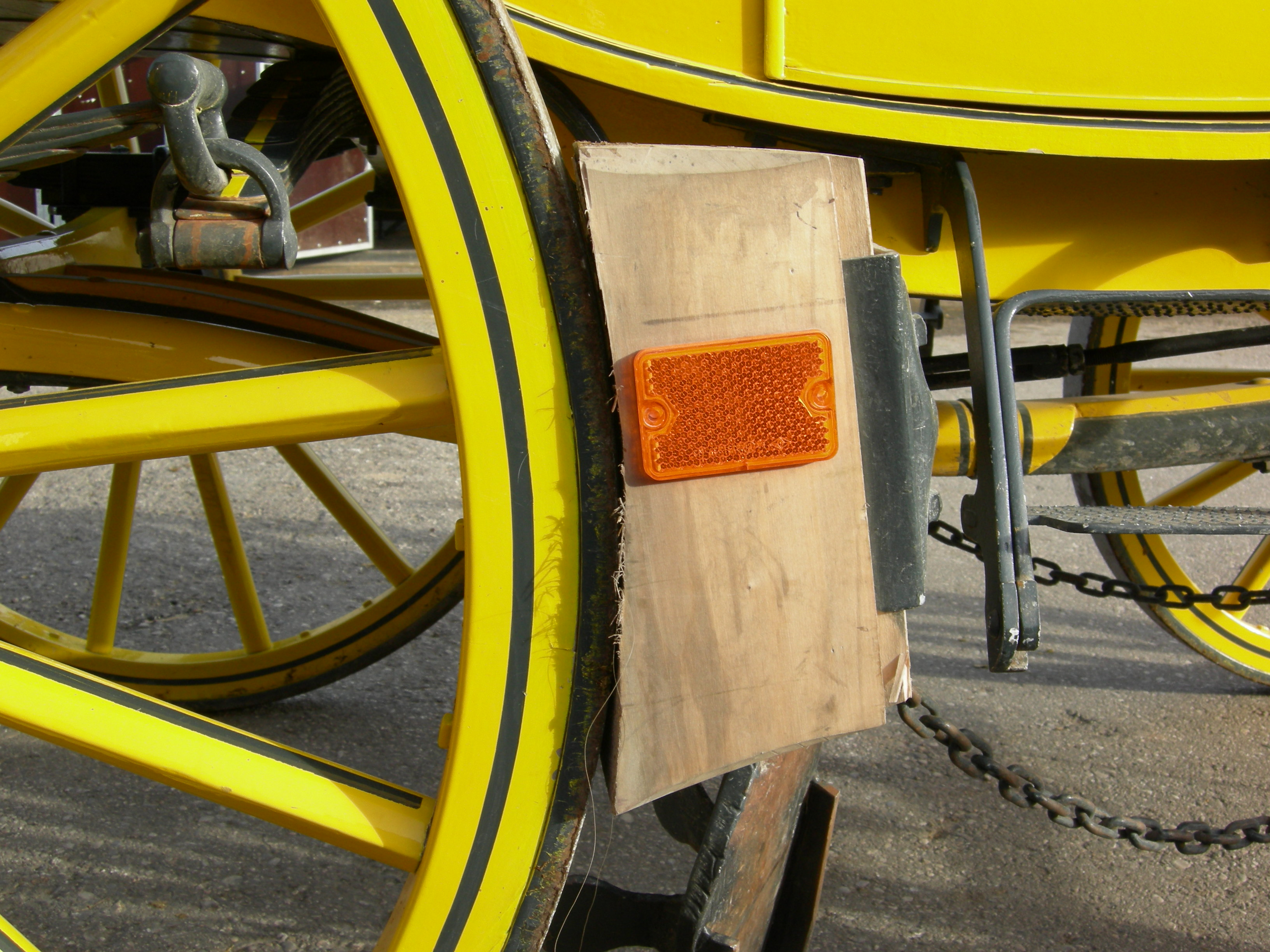
Fre d'un antic carruatge amb sabates

En aquest tipus, es tracta de posar en contacte una o dues sabates, que estan muntades sobre el bastidor del vehicle, en contacte amb la llanta de la roda, exercint pressió sobre ella per mitjà d'unes palanques. És el cas dels carros i els antics ferrocarrils.
En les bicicletes es fa servir un derivat d'aquest fre que actua sobre els costats de la llanta (a la banda de sobre hi ha el pneumàtic), antigament es feia servir un joc de palanques per accionar-lo (frens de varilles), avui en dia es fa per mitjà de cables amb dissenys variats.

#### Fre de cinta
S'utilitza una cinta de material flexible, pot ser cuir o fins i tot cinta d'acer recoberta de cautxú, o altre material resistent al fregament (ferodo), abraçant un tambor o eix. Quan es posa en tensió la cinta, té tendència a alentir l'eix. És un fre molt antic, que es feia servir en maquinària i, actuant sobre l'arbre de transmissió d'un vehicle, com a fre d'estacionament.

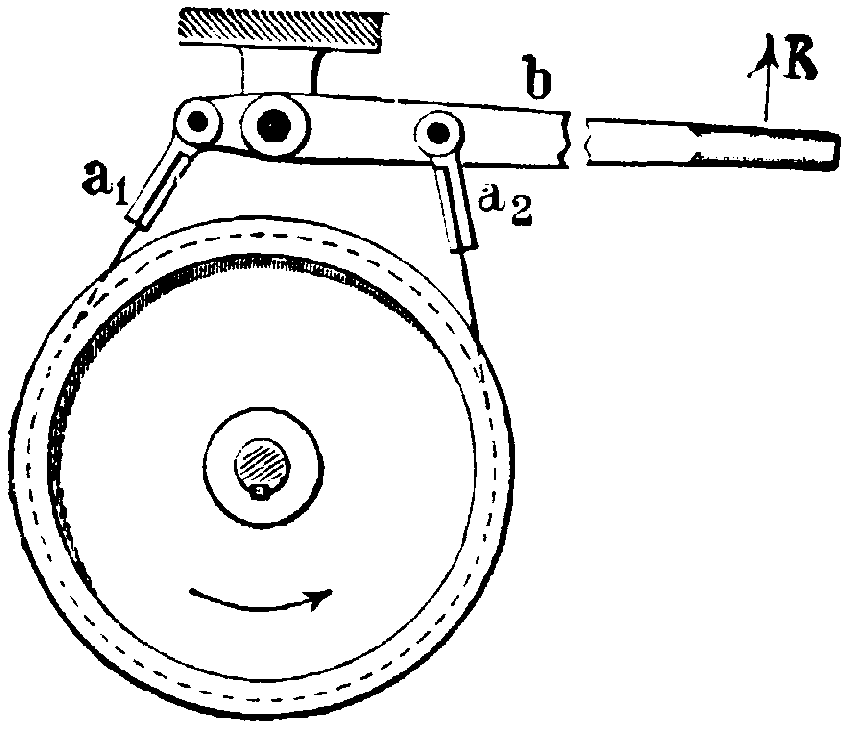
Elements del fre de cinta a1 i a2 extrems de la cinta b palanca d'actuació.
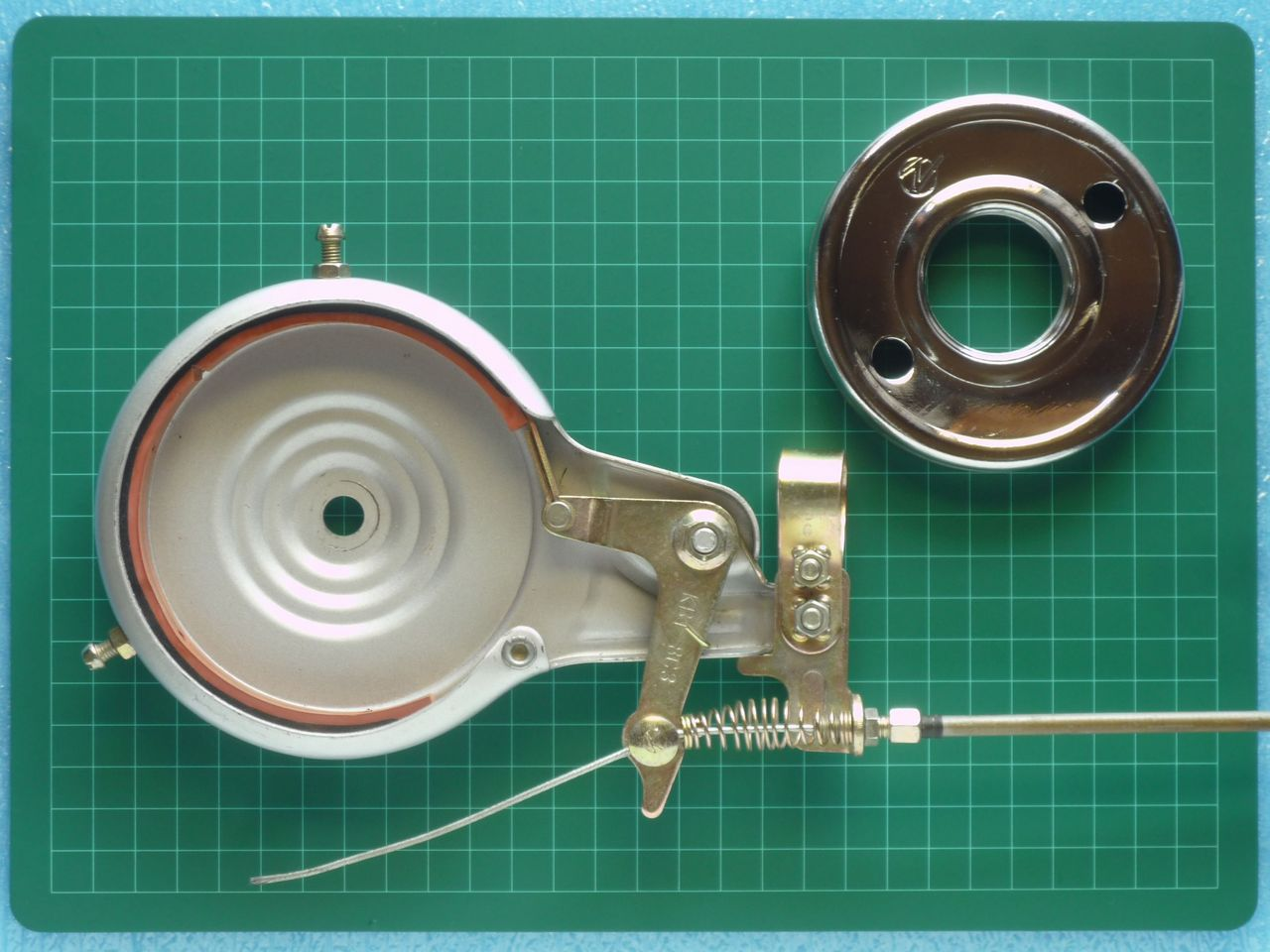
Fre de cinta per a roda posterior de bicicleta

#### Fre de tambor

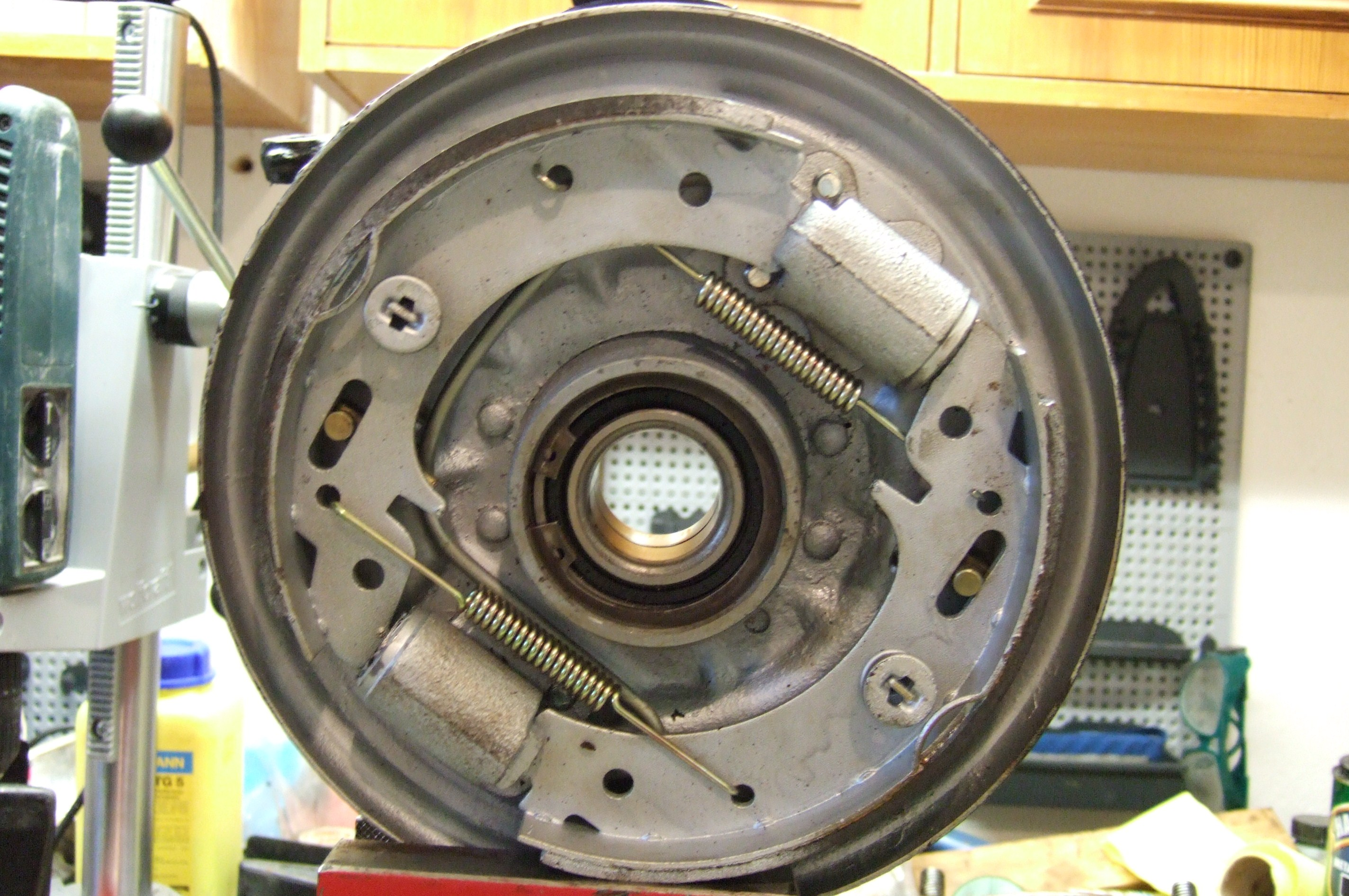
Vista del sistema interior de tambor de dues mordasses primàries, amb dos bombins

En aquest cas es tracta generalment de dues sabates (o mordasses) de forma semicircular, i fixes al bastidor del vehicle, que per mitjà d'un mecanisme s'obren i freguen sobre la superfície interna d'un cilindre que anomenem tambor, que forma part de la roda. Al principi el mecanisme que obrien les mordasses eren unes lleves governades per cables, cilindres hidràulics o neumàtics; més tard es va fer que els extrems del cilindre (bombí de fre) actuessin sobre les mordasses. Aquestes tornen a la posició original per mitjà de molles. Era el fre dels automòbils i dels primers avions.
Es dona el cas que la mordassa que s'obre en sentit de gir té tendència a ser "clavada" en el tambor, és la mordassa primària, mentre que l'altre, «escopida», és la secundària. És per axó que en vehicles de competició s'utilitzaven frens de doble lleva o més.

#### Fre de disc

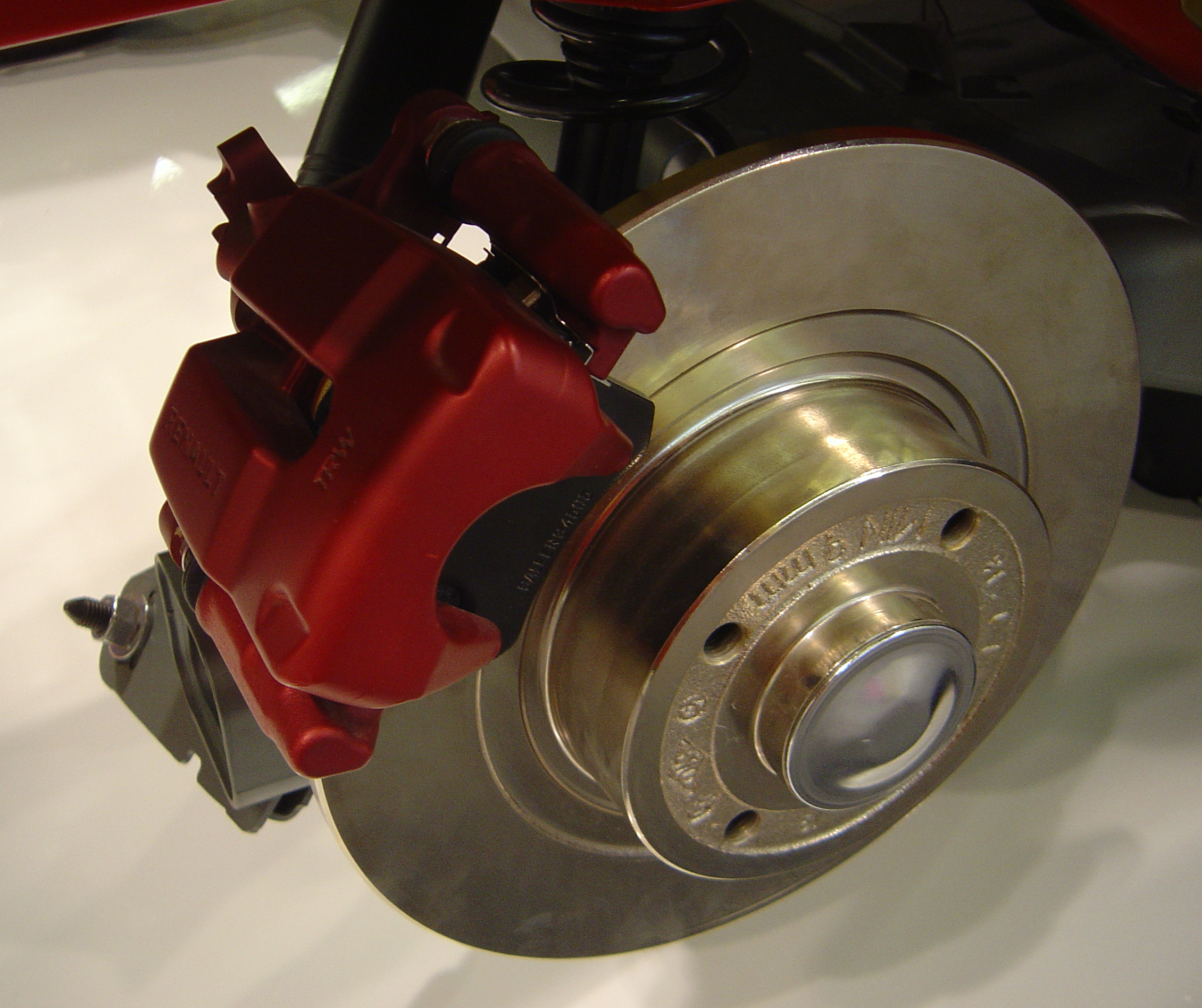
Aspecte d'un fre de disc

És el fre més modern, desenvolupat per la mala ventilació dels frens de tambor. Es tracta d'unes pinces que freguen amb un tambor que és solidari amb la roda. Aquestes pinces poden ser fixes o basculants i les peces que freguen amb els discos, anomenades "pastilles", normalment són empeses i pressionades contra els discos per mitjans hidràulics. En cessar la pressió hidràulica deixen de contactar amb els discos.
En vehicles en què la velocitat és alta i la massa també és elevada, es fa servir més d'un disc per roda, és el cas dels avions comercials i els trens d'alta velocitat. En vehicles de competició es fan servir discos de carboni.
Actualment s'acostuma a incloure en aquest sistema els ABS (Antiblocking Braking System, Sistema Antibloqueig de Frens), que són uns sistemes electrònics que per mitjà de sensors comparen les velocitats de les rodes, de manera que si n'hi ha alguna que es bloqueja (s'atura) es desfrena; per això, quan es fa una frenada forta amb un cotxe que porta el sistema ABS, sembla que el pedal tremoli.

### Fre elèctric

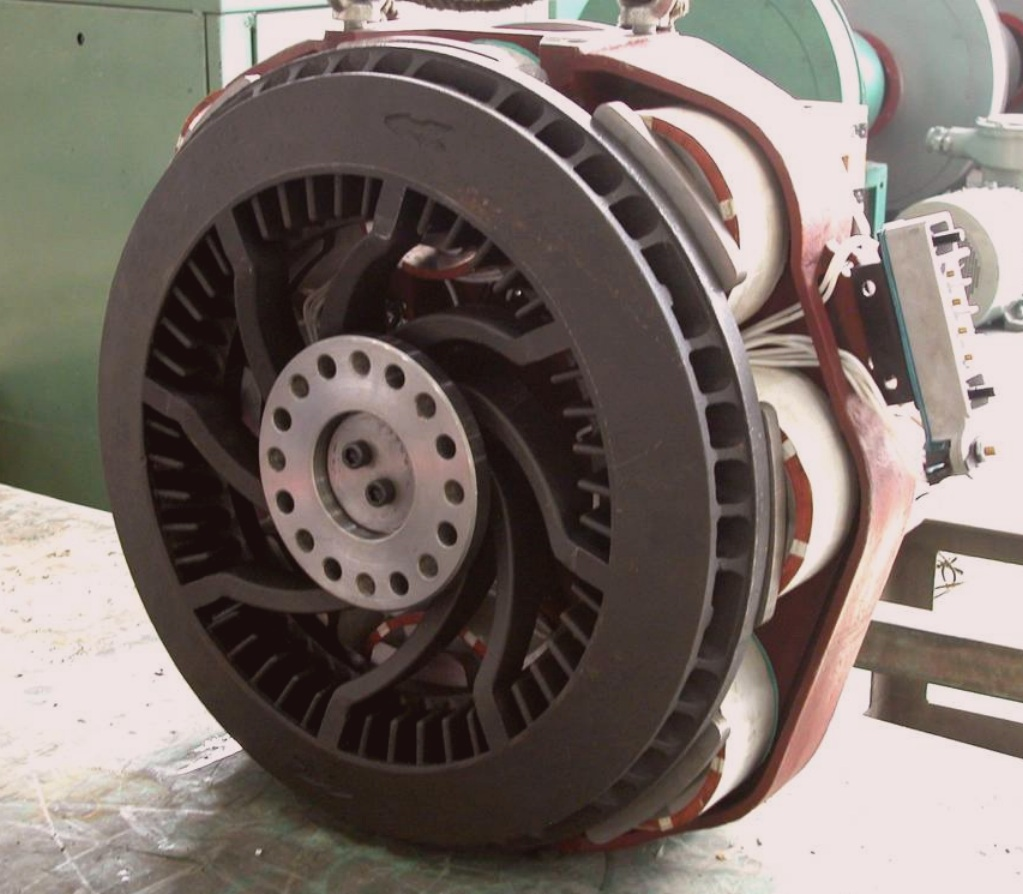
Vista d'un fre elèctric de vehicle, conegut també per "retarder"

En aquest tipus de fre es fa servir la força electromagnètica per actuar. Hi ha dues maneres: la primera, i molt utilitzada per automòbils de transport (camions i autocars), es tracta que unes bobines actuen sobre un tambor amb més o menys intensitat, segons la governa el conductor per mitjà d'un reòstat, i acostuma a actuar sobre l'arbre de transmissió.
L'altre és molt utilitzada pels trens, i es basa en la reversibilitat de les màquines elèctriques, que de motors passen a generadors, derivant el corrent generat a unes resistències que acostumen a estar damunt de les unitats motrius.

### Frens hidrodinàmics
Es tracta d'un líquid que circula entre dues rodes de paletes, que tendeix a immobilitzar-les. És un fre poc conegut pel públic en general, ja que el seu ús no és molt corrent. Es fa servir sobretot en els bancs de proves de motors, per determinar les corbes de potència. El més conegut és el fre Froude.

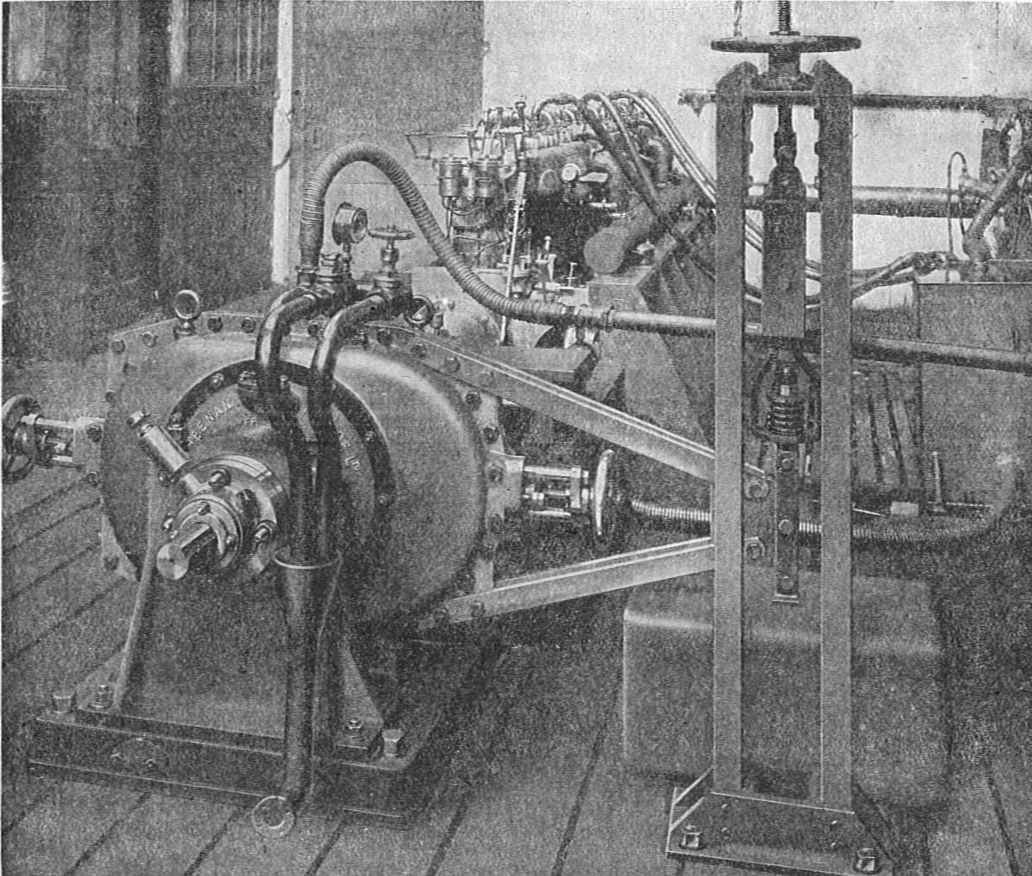
Antiga foto d'un banc de proves, amb un motor de combustió interna (en segon pla), connectat a un fre Froude.
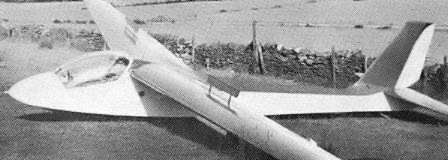
Planador biplaça Slingsby T.49 Capstan amb els aerofrens desplegats a les ales.

### Aerofrens
És un sistema desenvolupat durant la Segona Guerra Mundial per baixar la velocitat dels avions quan feien un descens en picat, o ara actualment quan han d'aterrar. Consisteix en el desplegament d'unes superfícies que fan augmentar considerablement la secció frontal de l'avió, causant la pèrdua de velocitat desitjada. En els avions antics, acostumava a desplegar-se als costats del fuselatge, però en els d'avui és damunt de les ales.

## Sistemes d'accionament
Qualsevol sistema de frens consta d'un o més elements de frenada pròpiament dits i un sistema d'accionament que fa que l'element de fre actuï responent a la voluntat de l'operador humà o a l'acció d'un sistema automàtic adequadament projectat.

### Sistemes mecànics

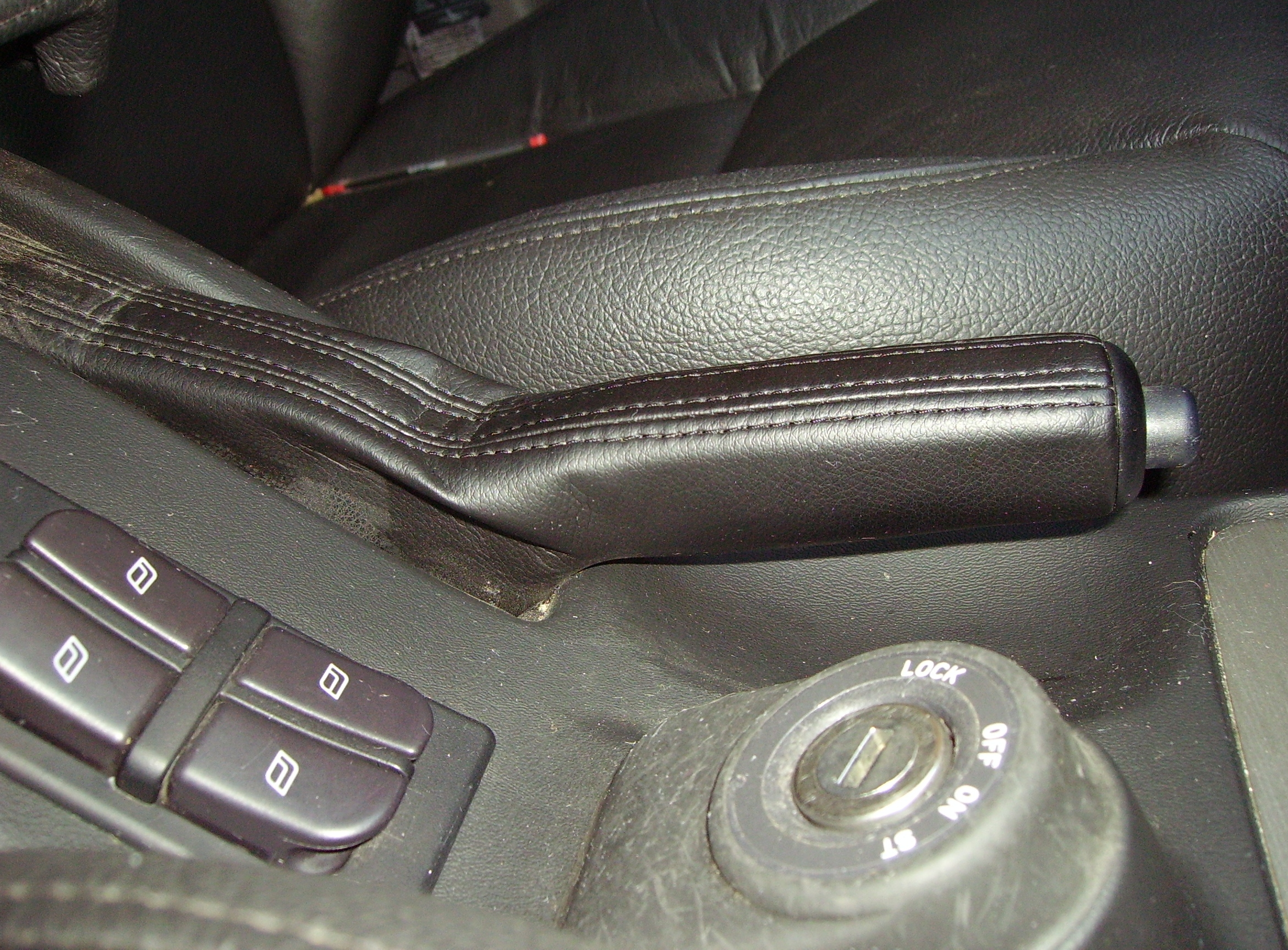
Palanca del fre d'estacionament d'un SAAB 0-5.

- En els vehicles hipomòbils (carros i similars, tirats per èquids) les sabates (o socs[14]) s'accionaven per un sistema purament mecànic, basat en palanques. Alguns mecanismes empraven un sistema desmultiplicador amb una corda i una politja accionada indirectament per una maneta i palanca rotativa.
- En els primers vehicles automòbils els sistemes de comandament eren mecànics. La força del conductor es transmetia als frens per un sistema de palanques o cables, sense cap assistència.
- El fre d'estacionament o de mà era tradicionalment mecànic, amb un sistema de palanca i cables. Actualment hi ha alguns automòbils amb frens d'estacionament amb comandament elèctric.

### Sistemes pneumàtics
La majoria de vehicles pesants (camions, autobusos i altres) disposen d'un sistema d'actuació dels frens basat en l'aire comprimit. Un compressor elèctric comprimeix aire i l'envia a un dipòsit o calderí. Quan el conductor prem el pedal de fre s'obre una vàlvula i l'aire comprimit actua sobre un pistó (o diversos pistons) que accionen els elements de frenada directament o indirectament.

### Sistemes hidràulics
Els primers automòbils amb frens hidràulics varen substituir les palanques o cables per un circuit hidràulic. El pedal de fre accionava un pistó i un líquid adequat, passant per uns tubs transmetia la pressió a uns pistons receptors que actuaven sobre els elements de fre.
- En els primers temps el fluid emprat era l'aigua.
- Els sistemes hidràulics de frenada actuals són servo-assistits. Un servo accionat pel buit parcial del sistema d'admissió del motor ajuda a l'esforç que ha de fer el peu de la persona conductora.
  - Durant molts anys els automòbils esportius disposaven de frens hidràulics sense servo. Porsche, en el seu model 911, va mantenir molts anys un sistema sense servo. Des de 1964 fins a 1976.[15][16][17]

### Sistemes elèctrics
Els circuits elèctrics podien formar part auxiliar dels sistemes de comandament pneumàtics o hidràulics. En el cas de vehicles elèctrics o híbrids la relació del sistema de comandament amb l'element de fre és més directa.

## Casos particulars
Els diversos sistemes de frenada esmentats més amunt, d'acord amb els elements de fre i la manera d'accionar-los, són molt difícils d'explicar en termes generals. L'anàlisi resumida d'alguns casos particulars permet destacar alguns detalls importants.

## Automòbils

Esquema d'un fre de disc accionat hidràulicament.

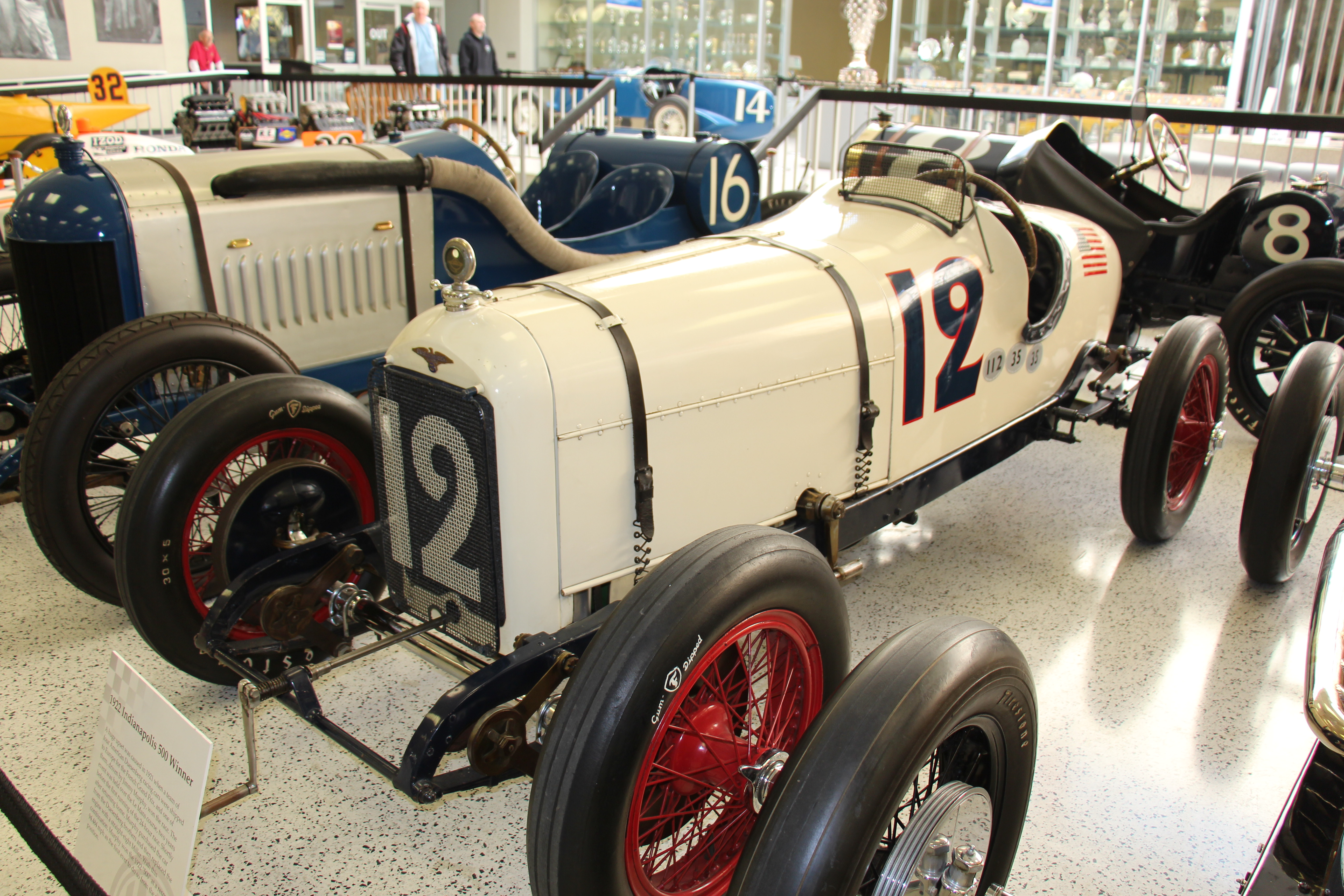
Duesenberg de 1922. Amb frens hidràulics.

### Frens hidràulics
La majoria d'automòbils amb motor de combustió interna disposen de sistemes de frenada amb comandament hidràulic que actua sobre els frens. Considerant els vehicles amb 4 rodes, cada roda disposa del seu element de fre que funciona per fricció (4 discs o 2 discs al davant i 2 tambors al darrere). La frenada respon a l'acció del conductor quan prem el pedal de fre. El desplaçament del pedal provoca el desplaçament d'un cilindre hidràulic que transmet la pressió del fluid mitjançant quatre tubs fins als pistons de cada fre. Els pistons es desplacen, primer posant en contacte els elements de fricció i després exercint una força proporcional entre aquests.
- El fluid acostuma a ser glicol-etilè (també designat etilenglicol), que només es congela a temperatures molt baixes.
- La força sobre el pedal es multiplica mitjançant un servo-fre. Es tracta d'una tija connectada en sèrie amb el cilindre mestre de fre que rep la força per un diafragma (amb pressió atmosfèrica per una cara i amb pressió més baixa –la del conducte d'aspiració del motor) per l'altra cara.
- Generalment el circuit de frens és doble, adoptant la disposició d'un doble circuit en diagonal. El pedal actua sobre dos pistons. Un pistó frena la roda del davant dreta i la del darrere esquerre. L'altre pistó frena la roda del davant esquerre i la del darrere dreta.[18]

#### Cronologia dels frens hidràulics
- 1914. Fred Duesenberg inventa, sense patentar-lo, un sistema de frens hidràulics aplicat als automòbils Duesenberg de competició.[19]
- 1919. Malcolm Lougheed (després Lockheed) patenta un sistema hidràulic de frenada.
- 1921. Frens hidràulics aplicats per primer cop per Duesenberg a automòbils de passatgers.
- 1927. Edward Bishop Boughton patenta els frens hidràulics amb servo encara usats actualment.

## Ferrocarrils
Els sistemes de frenada dels ferrocarrils han estat, i són encara, molt diversos. Un petit resum pot consultar-se a continuació.

### Inicis
En els primers temps del ferrocarril els sistemes de frenada eren precaris. Només disposaven de frens la locomotora i el tènder. Els elements de frenada, o frens pròpiament dits, eren molt semblants als dels carruatges de cavalls, amb sabates que actuaven sobre les rodes per fricció. Posteriorment hom va emprar el sistema de disposar frens en alguns vagons o cotxes; cada fre l'accionava manualment un operari mitjançant un volant que movia un sistema de palanques cap a les sabates o mordasses. L'operari havia d'estar amatent al senyal del maquinista demanant una acció de frenada, senyal consistent en una xiulada especial des de la locomotora.

### Sistema Heberlein
El sistema Heberlein usava un cable que, accionat des de la locomotora, transmetia l'ordre a tots els vagons i cotxes remolcats. Un servo mecànic efectuava la frenada de cada element. Al Regne Unit el cable fou substituït per una cadena.

### Sistema hidràulic
De manera semblant als frens dels automòbils, un sistema hidràulic permet transmetre l'ordre de frenada des de la locomotora a tots els frens dels vagons remolcats. Aquesta solució fou emprada per algunes companyies angleses. Els problemes de congelació de l'aigua provaren de solucionar-se usant aigua salada.

### Sistema de frenada per buit parcial
Un ejector de vapor situat a la locomotora efectuava el buit parcial de tot el circuit de frenada, format per una canonada formada per diversos trams connectats al llarg del tren. El buit (de l'ordre de 550 mmHg) mantenia els frens sense actuar. Quan el maquinista decidia frenar deixava que la pressió atmosfèrica arribés als pistons de fre. Aquest sistema era pràctic, relativament econòmic i molt fiable. El dimensionat dels pistons calia fer-lo considerant una pressió inferior a 1 kg/cm². (En un sistema d'aire a pressió un valor típic és de 7 kg/cm², xifra que permet usar pistons més petits).
- En els ferrocarrils espanyols aquest sistema es va usar fins al 1983 en els trens de passatgers i fins a 1995, aproximadament, en els de mercaderies.[22][23]

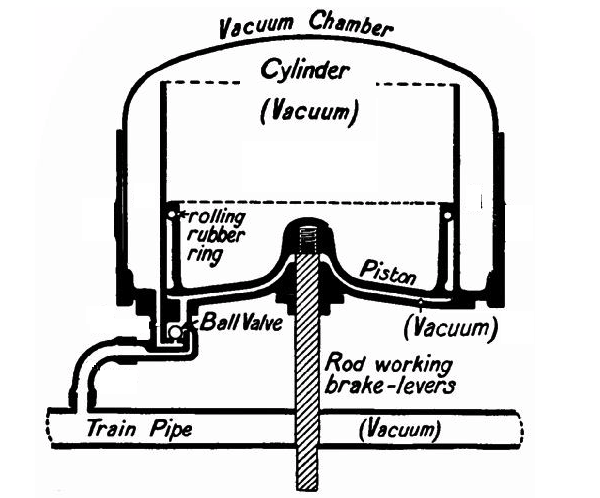
Frenat per buit. Cilindre desactivat en posició de marxa.
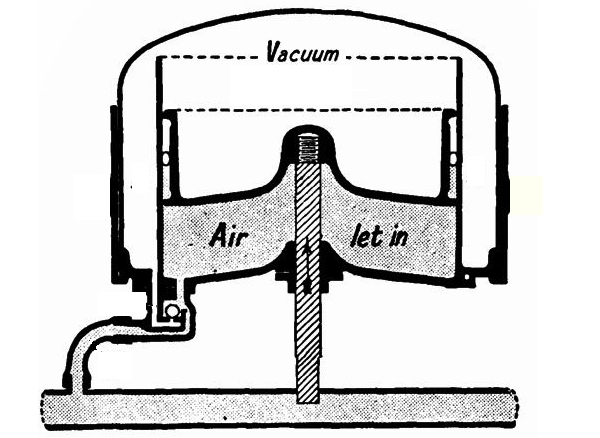
Frenat per buit. Cilindre activat en posició de frenada.

### Frens per aire comprimit
L'any 1872, George Westinghouse va inventar un sistema automàtic de frenada amb aire comprimit. Estava basat en una vàlvula triple (“triple valve”) i on cada vagó disposava del seu propi calderí d'aire comprimit. En posició de marxa el circuit de frens mantenia la mateixa pressió.
- Per a frenar tots els vagons de manera simultània, l'acció de frenar implica una caiguda de pressió del circuit general. Aquest fet provoca que la triple vàlvula de cada vagó faci funcionar els frens del vagó.
- Per a deixar de frenar, el comandament del mecanisme implica que la pressió del circuit puja fins que supera la pressió del calderí de cada vagó. D'aquesta manera la triple vàlvula fa que deixin de funcionar els frens de cada vagó.

#### Resum del funcionament
(Segons la traducció d'un document especialitzat en castellà).
Un tub general de fre d'aire comprimit (TGFA) va instal·lat per tot el tren. En cada vagó hi ha una vàlvula distribuïdora, un cilindre de fre i un calderí d'aire comprimit auxiliar.
- En marxa la pressió és mantinguda a 5 bar, en el TGFA i en els calderins de cada vagó.
- Quan el maquinista executa l'ordre de frenada, el que fa és reduir la pressió en el TGFA. En cada vagó, el distribuïdor envia aire comprimit del calderí al cilindre del fre, provocant la frenada.
- Contràriament, per a deixar de frenar, el maquinista provoca una elevació de la pressió al TGFA. El distribuïdor permet que comuniqui el cilindre de fre amb l'atmosfera i el cilindre deixa de frenar.
- La força màxima de frenada s'aconsegueix quan la pressió del tub TGFA baixa a 3,5 bar o menys. Si es produeix una fallada del tub general, com que la pressió baixa al valor de la pressió atmosfèrica, es produeix una frenada d'emergència. Per això es diu que aquest fre és automàtic.

### Fre de sabata sobre carril
Alguns ferrocarrils i tramvies disposen d'un sistema de frenada basat en la fricció directa entre una sabata (normalment diverses sabates bessones; una per cada carril) i el carril.

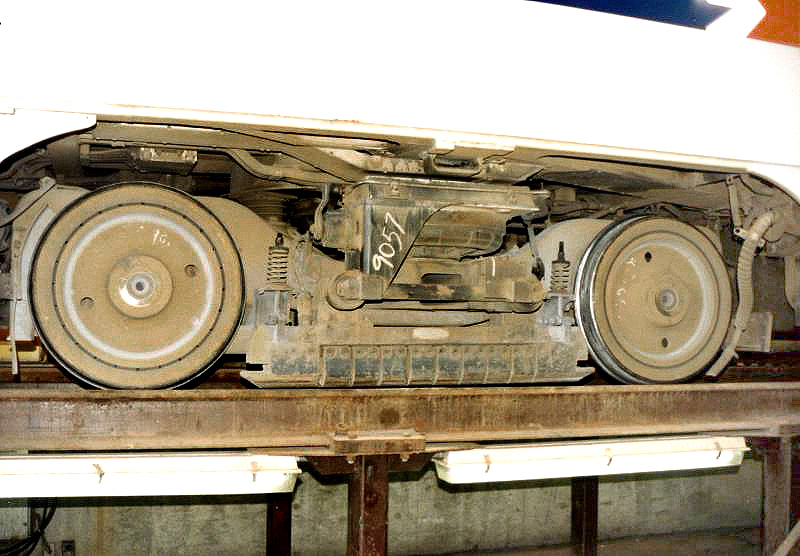
Fre de sabata contra carril (Tramvia SEPTA PCC).

## Frens de bloqueig
Els frens de bloqueig són dispositius “tot o res”. En posició de frenada bloquegen el moviment del sistema o mecanisme que hom desitja mantenir aturat. En posició neutra permeten el lliure moviment. No estan projectats per a un funcionament progressiu i, generalment, no permeten la frenada parcial.
Hi ha diversos vehicles i ginys que disposen de frens de bloqueig, alguns dels quals els següents:
- Cadires de rodes
- Cotxes i cadiretes per a infants
- Portes
- Cadires amb rodes
- Decorats de teatre amb rodes

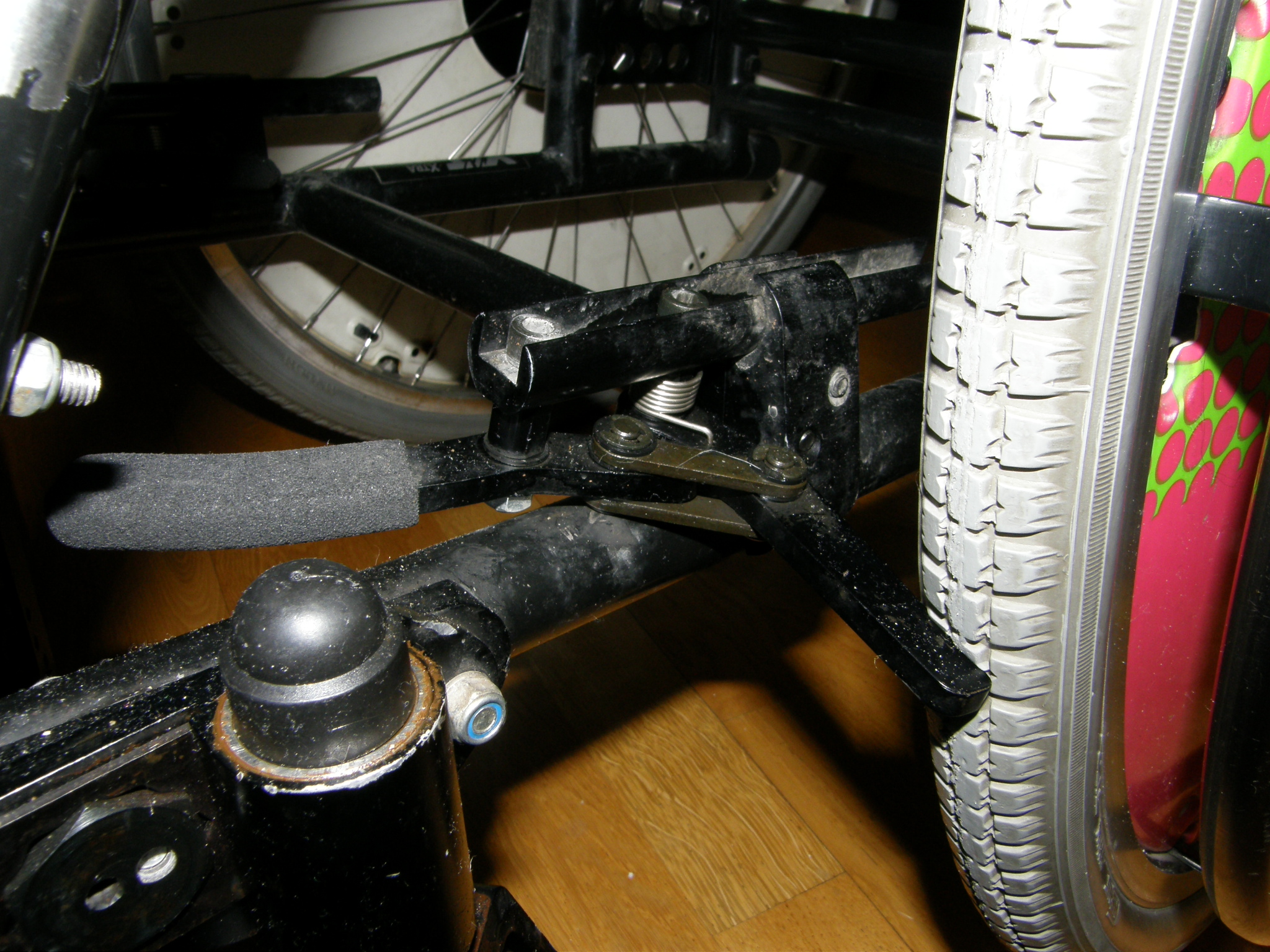
Fre de bloqueig d'una cadira de rodes.
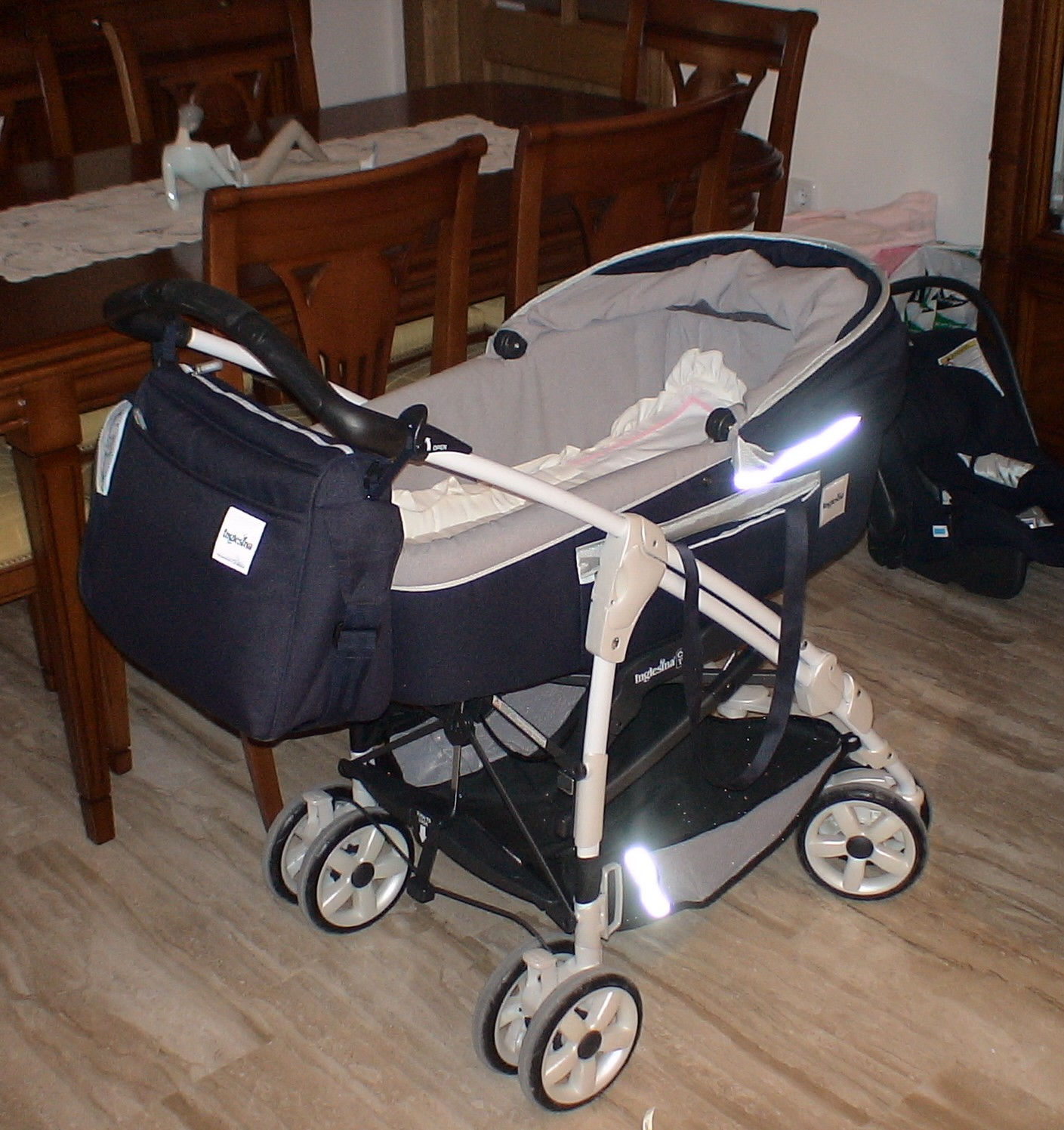
Cotxet amb sistemes de bloqueig a les rodes dobles posteriors.
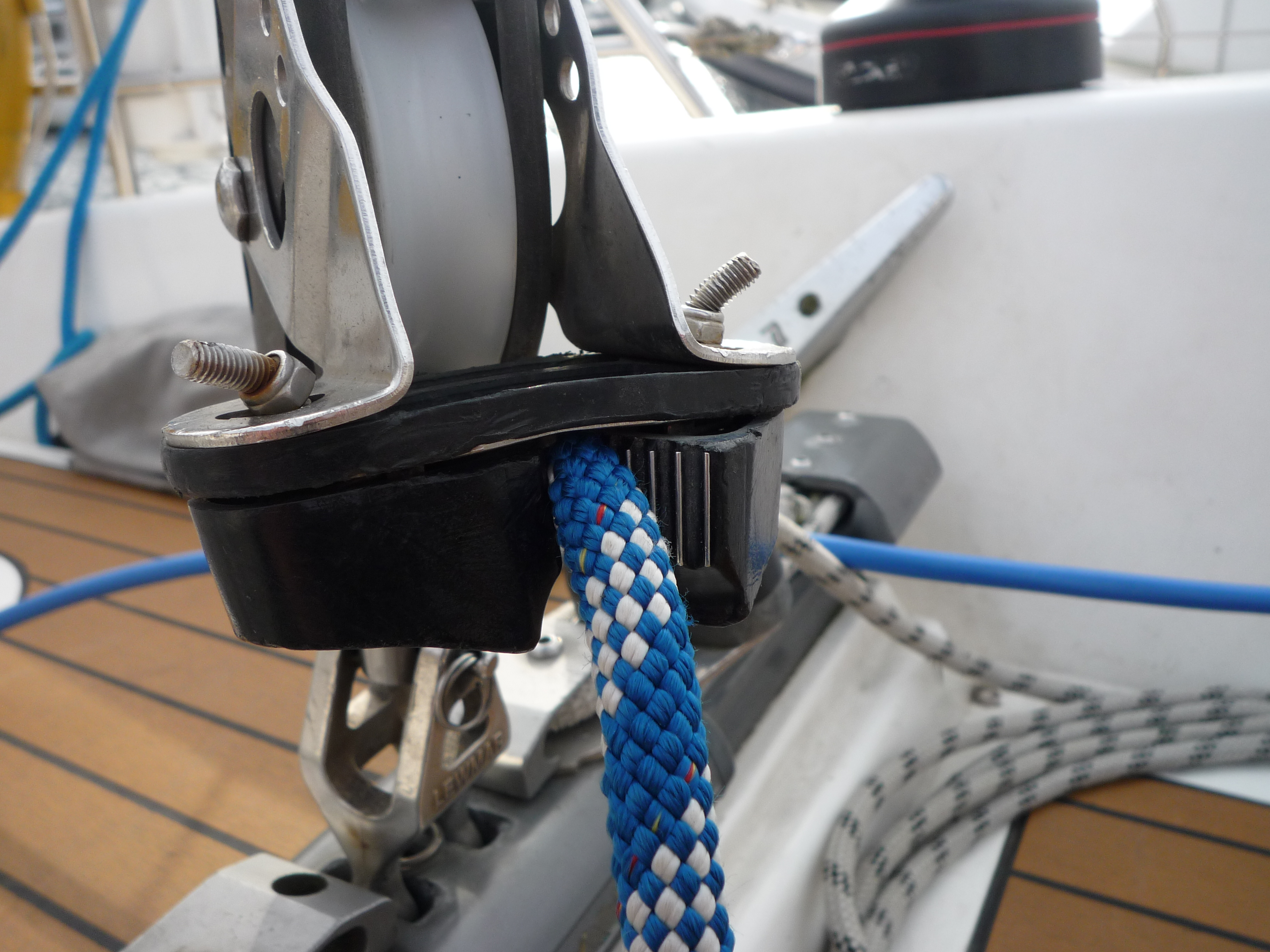
Mordassa nàutica (en la imatge, per a retenir una escota).
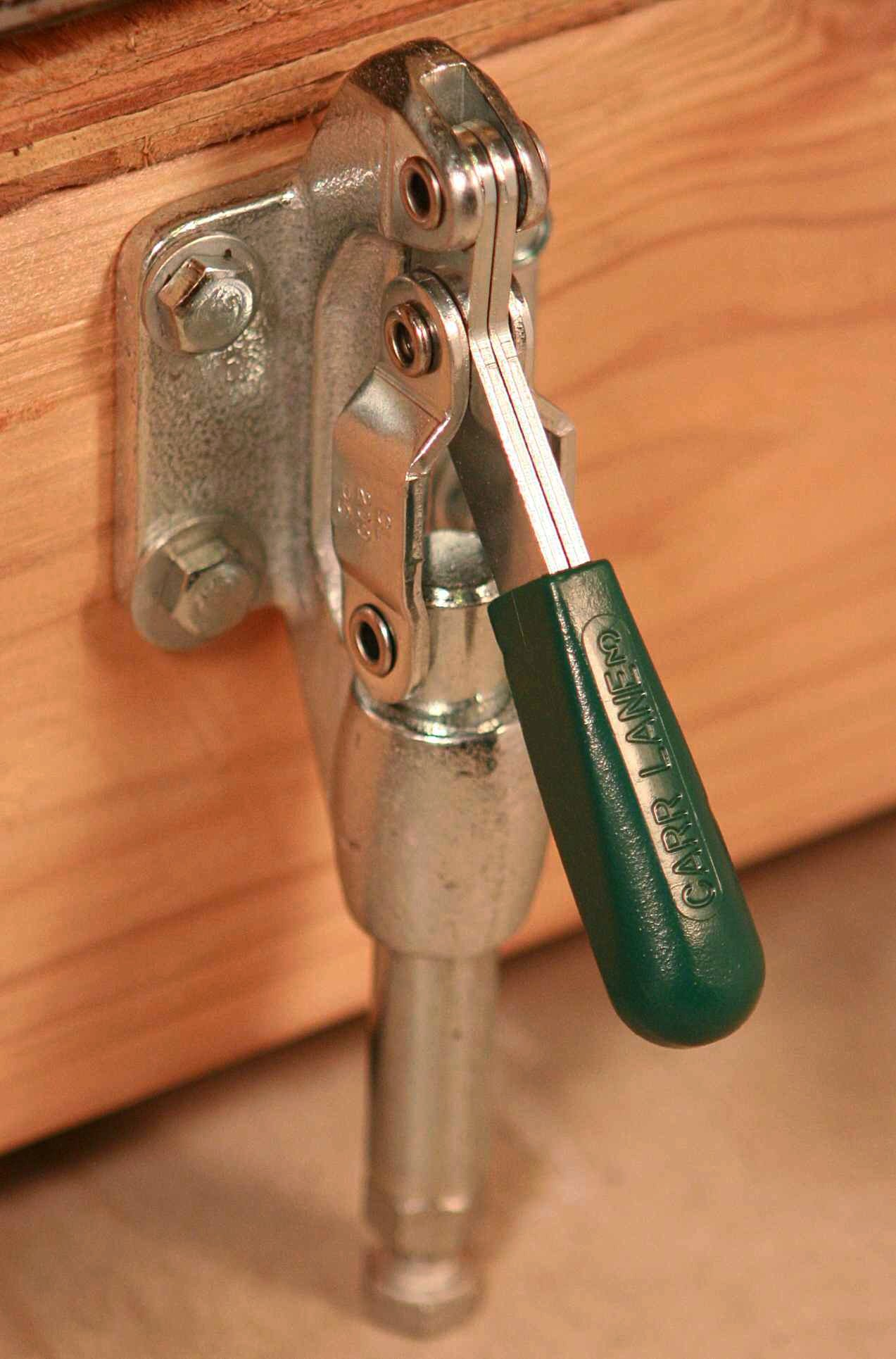
Bloqueig d'un panell mòbil d'un decorat de teatre.
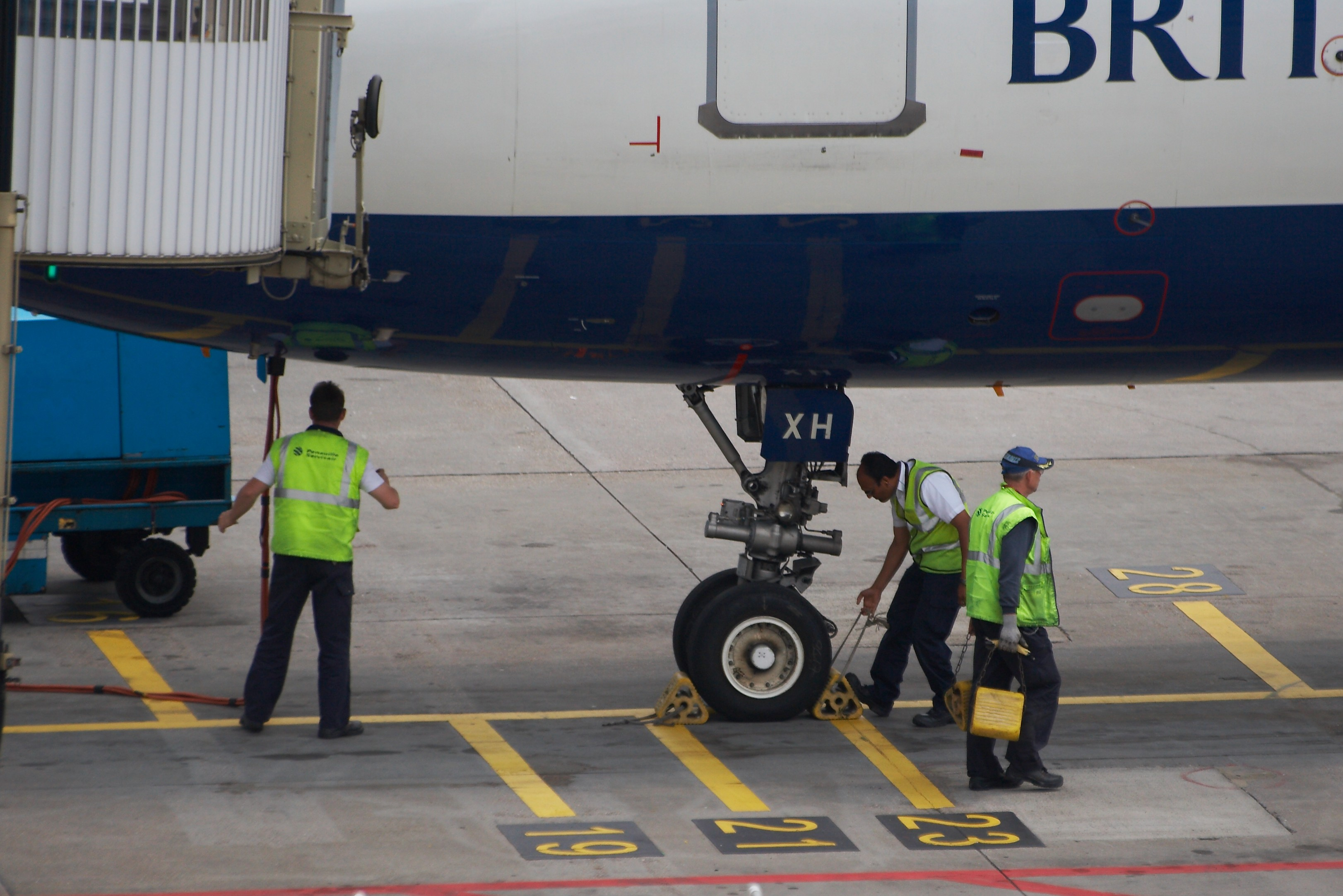
Falques per a rodes d'avió.